# Карабау (Атырауская область)
Карабау (каз. Қарабау) — село в Кзылкогинском районе Атырауской области Казахстана. Административный центр Кызылкогинского сельского округа. Находится примерно в 105 км к юго-востоку от села Миялы, административного центра района, на высоте 2 метров ниже уровня моря. Код КАТО — 234843100.
В 30 км к юго-западу от села находится озеро Булюкаяк.

## Население
В 1999 году численность населения села составляла 1523 человек (762 мужчины и 761 женщина). По данным переписи 2009 года, в селе проживало 1420 человек (736 мужчин и 684 женщины).